# Tripwire Interactive
Tripwire Interactive LLC — американський розробник і видавець відеоігор зі штаб-квартирою в Розвеллі, Джорджія. У серпні 2022 року студію придбали Embracer Group, зробивши її однією з дочірніх компаній свого оперативного підрозділу Saber Interactive.

## Історія
Студія Tripwire була заснована Джоном Ґібсоном та Аланом Вілсоном за підтримки членів міжнародної команди розробників моду Red Orchestra: Combined Arms для Unreal Tournament 2004. Red Orchestra здобув головний приз на фінансованому Nvidia конкурсі Make Something Unreal. Першим проєктом студії для роздрібних продажів стала відеогра Red Orchestra: Ostfront 41-45, яка вийшла у Steam 14 березня 2006 року.
Наступний проєкт розробників, Killing Floor, було випущено 14 травня 2009 року. Подібно до Red Orchestra, ця гра також почала розроблятися як модифікація Unreal Tournament 2004, проте пізніше набула масштабів повноцінного окремого тайтлу. У 2011 році Tripwire випустили свою третю гру під назвою Red Orchestra 2: Heroes of Stalingrad, що є сиквелом їх дебютного проєкту та зображує події Другої світової війни, зокрема Сталінградської битви в основній грі та Битви за Іодзіму в доповненні випущеному у 2013 році.
Tripwire Interactive повідомили про роботу над своїм наступним проєктом, Killing Floor 2, у травні 2014 року і випустили гру у дочасний доступ на початку 2015 року. Того ж року на ігровій виставці E3 студія спільно з іншою компанією Antimatter Games оголосили про розробку Rising Storm 2: Vietnam, реліз якої відбувся пізніше, у 2017 році.
У серпні 2022 року студію придбали Embracer Group, зробивши її однією з дочірніх компаній свого оперативного підрозділу Saber Interactive. У березні 2024 року Embracer продали Saber Interactive компанії Beacon Interactive разом із кількома іншими студіями. Однак Tripwire не увійшла до угоди й залишилася у складі Embracer.
10 квітня 2024 року Метью ЛоПілато обійняв посаду генерального директора компанії Tripwire після відставки його попередника Джона Ґібсона. Раніше Метью ЛоПілато працював фінансовим директором компанії. Алан Вілсон перейшов на посаду віцепрезидента.

## Розроблені відеоігри
| Рік  | Назва                                 | Платформи                                                                                   | Розробник                                              | Видавець                                         | Дж.    |
| ---- | ------------------------------------- | ------------------------------------------------------------------------------------------- | ------------------------------------------------------ | ------------------------------------------------ | ------ |
| 2006 | Red Orchestra: Ostfront 41-45         | Microsoft Windows, Linux, MacOS                                                             | Tripwire Interactive                                   | Bold Games                                       | [ 4 ]  |
| 2006 | The Ball                              | Microsoft Windows, Ouya, OnLive                                                             | Teotl Studios                                          | Tripwire Interactive                             | [ 12 ] |
| 2009 | Killing Floor                         | Microsoft Windows, Linux, MacOS                                                             | Tripwire Interactive                                   | Tripwire Interactive                             | [ 13 ] |
| 2009 | Zeno Clash                            | Microsoft Windows, Xbox 360                                                                 | ACE Team                                               | Tripwire Interactive, Iceberg Interactive, Atlus | [ 14 ] |
| 2011 | Red Orchestra 2: Heroes of Stalingrad | Microsoft Windows                                                                           | Tripwire Interactive                                   | 1С                                               | [ 15 ] |
| 2011 | Dwarfs!?                              | Microsoft Windows, Linux, MacOS                                                             | Power of 2                                             | Tripwire Interactive                             | [ 16 ] |
| 2016 | Killing Floor 2                       | Microsoft Windows, PlayStation 4, Xbox One                                                  | Tripwire Interactive, Hardsuit Labs, Saber Interactive | Tripwire Interactive                             | [ 17 ] |
| 2017 | Rising Storm 2: Vietnam               | Microsoft Windows                                                                           | Tripwire Interactive, Antimatter Games                 | Tripwire Interactive, Iceberg Interactive        | [ 18 ] |
| 2017 | Killing Floor: Incursion              | Windows (VR), PlayStation 4 (PlayStation VR)                                                | Tripwire Interactive                                   | Tripwire Interactive                             | [ 19 ] |
| 2019 | Road Redemption                       | Microsoft Windows, Linux, MacOS                                                             | Pixel Dash Studios, EQ Games                           | Tripwire Interactive                             | [ 20 ] |
| 2019 | Espire 1: VR Operative                | Microsoft Windows, PlayStation 4, Oculus Quest                                              | Digital Lode                                           | Tripwire Interactive                             | [ 21 ] |
| 2020 | Maneater                              | Microsoft Windows, PlayStation 4, Xbox One, Nintendo Switch, PlayStation 5, Xbox Series X/S | Tripwire Interactive                                   | Tripwire Interactive                             | [ 22 ] |
| 2021 | Chivalry 2                            | Microsoft Windows, PlayStation 4, PlayStation 5, Xbox One, Xbox Series X/S                  | Torn Banner Studios                                    | Tripwire Interactive                             | [ 23 ] |
| 2023 | Deceive Inc.                          | Microsoft Windows, PlayStation 5, Xbox Series X/S                                           | Sweet Bandits Studios                                  | Tripwire Interactive                             | [ 24 ] |